# 長尾元町
長尾元町（ながおもとまち）は、大阪府枚方市の町名。現行行政地名は長尾元町一丁目から長尾元町七丁目。住居表示は実施済み。

## 地理
枚方市の東部に位置し、東に長尾播磨谷と長尾東町、西に長尾西町と長尾谷町、南に藤阪北町と藤阪中町および藤阪東町、南東に長尾宮前、北に長尾北町と長尾家具町、北東に長尾荒坂と接している。

## 歴史
江戸時代以降は長尾村となり、1889年の町村制施行に際して菅原村の一部となる。1940年に津田町の一部となった後、1955年に合併で枚方市の一部となった。

## 世帯数と人口
2025年（令和7年）1月1日現在（枚方市発表）の世帯数と人口は以下の通りである。
| 丁目           | 世帯数    | 人口    |
| -------------- | --------- | ------- |
| 長尾元町一丁目 | 544世帯   | 1,147人 |
| 長尾元町二丁目 | 618世帯   | 1,380人 |
| 長尾元町三丁目 | 699世帯   | 1,647人 |
| 長尾元町四丁目 | 369世帯   | 746人   |
| 長尾元町五丁目 | 448世帯   | 1,000人 |
| 長尾元町六丁目 | 544世帯   | 1,147人 |
| 長尾元町七丁目 | 1051世帯  | 2,318人 |
| 計             | 4,280世帯 | 9,409人 |

### 人口の変遷
国勢調査による人口の推移。
| 1995年（平成7年）  | 7,544人 | [ WEB 7 ]  |  |
| 2000年（平成12年） | 8,971人 | [ WEB 8 ]  |  |
| 2005年（平成17年） | 8,973人 | [ WEB 9 ]  |  |
| 2010年（平成22年） | 9,003人 | [ WEB 10 ] |  |
| 2015年（平成27年） | 9,200人 | [ WEB 11 ] |  |
| 2020年（令和2年）  | 9,358人 | [ WEB 12 ] |  |

### 世帯数の変遷
国勢調査による世帯数の推移。
| 1995年（平成7年）  | 2,357世帯 | [ WEB 7 ]  |  |
| 2000年（平成12年） | 3,074世帯 | [ WEB 8 ]  |  |
| 2005年（平成17年） | 3,229世帯 | [ WEB 9 ]  |  |
| 2010年（平成22年） | 3,452世帯 | [ WEB 10 ] |  |
| 2015年（平成27年） | 3,619世帯 | [ WEB 11 ] |  |
| 2020年（令和2年）  | 3,906世帯 | [ WEB 12 ] |  |

## 学区
市立小・中学校に通う場合、学区は以下の通りとなる（2024年11月時点）。
| 丁目           | 番・番地等            | 小学校               | 中学校               |
| -------------- | --------------------- | -------------------- | -------------------- |
| 長尾元町一丁目 | 全域                  | 枚方市立菅原小学校   | 枚方市立長尾中学校   |
| 長尾元町二丁目 | 全域                  | 枚方市立菅原小学校   | 枚方市立長尾中学校   |
| 長尾元町三丁目 | 50番                  | 枚方市立西長尾小学校 | 枚方市立長尾西中学校 |
| 長尾元町三丁目 | その他                | 枚方市立菅原小学校   | 枚方市立長尾中学校   |
| 長尾元町四丁目 | 全域                  | 枚方市立菅原小学校   | 枚方市立長尾中学校   |
| 長尾元町五丁目 | 全域                  | 枚方市立菅原小学校   | 枚方市立長尾中学校   |
| 長尾元町六丁目 | 52番10〜15号 56番以上 | 枚方市立長尾小学校   | 枚方市立長尾中学校   |
| 長尾元町六丁目 | その他                | 枚方市立菅原小学校   | 枚方市立長尾中学校   |
| 長尾元町七丁目 | 1〜14番               | 枚方市立菅原小学校   | 枚方市立長尾中学校   |
| 長尾元町七丁目 | 15〜70番              | 枚方市立長尾小学校   | 枚方市立長尾中学校   |
| 長尾元町七丁目 | その他                | 枚方市立西長尾小学校 | 枚方市立長尾西中学校 |

## 事業所
2021年（令和3年）現在の経済センサス調査による事業所数と従業員数は以下の通りである。
| 丁目           | 事業所数  | 従業員数 |
| -------------- | --------- | -------- |
| 長尾元町一丁目 | 36事業所  | 329人    |
| 長尾元町二丁目 | 44事業所  | 651人    |
| 長尾元町三丁目 | 12事業所  | 22人     |
| 長尾元町四丁目 | 11事業所  | 38人     |
| 長尾元町五丁目 | 67事業所  | 608人    |
| 長尾元町六丁目 | 38事業所  | 232人    |
| 長尾元町七丁目 | 28事業所  | 263人    |
| 計             | 236事業所 | 2,143人  |

## 交通

### 道路
- 西日本旅客鉄道（JR西日本）
  -  JR東西線：長尾駅

- 大阪府道17号枚方高槻線
- 大阪府道144号杉田口禁野線
- 大阪府道736号交野久御山線

## 施設

### 公共施設
- 菅原郵便局[WEB 15]
- 菅原図書館

### 教育機関
- 長尾谷高等学校

### 公園
- 長尾元町公園
- 薬師谷公園[WEB 16]
- 小規模公園120
- 小規模公園281
- 小規模公園297
- 小規模公園312
- 小規模公園345

### 社寺・史跡
- 勝圓寺
- 瑠璃光寺
- 清康寺
- 長尾陣屋跡

### 金融機関
- 関西みらい銀行 長尾支店
- 池田泉州銀行 枚方北支店

### 商業
- フレスコ 長尾店
- フレスト 長尾店
- キリン堂 長尾店
- アカカベ薬局 長尾元町店

## その他

### 日本郵便
- 郵便番号 : 573-0163[WEB 3]（集配局：枚方東郵便局[WEB 17]）。

### WEB
1. ↑  “大阪府枚方市の人口総数及び世帯総数(2020年)”.   人口統計ラボ. 2025年2月6日閲覧。
2. 1 2  “枚方市町名別性別人口表（2025年1月）” (PDF).   枚方市. p. 5 (2025年1月1日). 2025年2月6日閲覧。
3. 1 2  “長尾元町の郵便番号”.  日本郵便. 2025年2月6日閲覧。
4. ↑  “市外局番の一覧” (PDF).   総務省. p. 9. 2025年2月6日閲覧。
5. ↑  “住居表示実施地区” (PDF).   枚方市. p. 2. 2020年5月16日閲覧。 “PDFファイル元ページ”
6. ↑  “新版　楽しく学ぶ枚方の歴史”.   枚方市. p. 59 (2024年3月29日). 2025年2月19日閲覧。
7. 1 2  “平成7年国勢調査の調査結果(e-Stat) - 男女別人口及び世帯数 －町丁・字等”.   総務省統計局 (2014年3月28日). 2025年2月8日閲覧。
8. 1 2  “平成12年国勢調査の調査結果(e-Stat) - 男女別人口及び世帯数 －町丁・字等”.   総務省統計局 (2014年5月30日). 2025年2月8日閲覧。
9. 1 2  “平成17年国勢調査の調査結果(e-Stat) - 男女別人口及び世帯数 －町丁・字等”.   総務省統計局 (2014年6月27日). 2025年2月8日閲覧。
10. 1 2  “平成22年国勢調査の調査結果(e-Stat) - 男女別人口及び世帯数 －町丁・字等”.   総務省統計局 (2012年1月20日). 2025年2月8日閲覧。
11. 1 2  “平成27年国勢調査の調査結果(e-Stat) - 男女別人口及び世帯数 －町丁・字等”.   総務省統計局 (2017年1月27日). 2025年2月8日閲覧。
12. 1 2  “令和2年国勢調査の調査結果(e-Stat) - 男女別人口，外国人人口及び世帯数 －町丁・字等”.   総務省統計局 (2022年2月10日). 2025年2月8日閲覧。
13. ↑  “市立小中学校の通学区域表を掲載”.   枚方市 (2024年11月22日). 2025年2月9日閲覧。
14. ↑  “令和3年経済センサス－活動調査 / 事業所に関する集計 産業横断的集計 事業所数、従業者数（町丁・大字別結果）”.   総務省統計局 (2023年6月27日). 2025年2月9日閲覧。
15. ↑  “菅原郵便局”.   日本郵便. 2025年2月9日閲覧。
16. ↑  “薬師谷公園情報”.   枚方市. 2025年2月9日閲覧。
17. ↑  “郵便番号簿 2024年度版” (PDF).   日本郵便. p. 7 (2024年7月31日). 2025年2月9日閲覧。